# Garcon Point
Garcon Point es un lugar designado por el censo ubicado en el condado de Santa Rosa en el estado estadounidense de Florida. En el censo de 2010 tenía una población de 347 habitantes y una densidad poblacional de 69,17 personas por km².

## Geografía
Garcon Point se encuentra ubicado en las coordenadas 30°28′35″N 87°5′9″O / 30.47639, -87.08583. Según la Oficina del Censo de los Estados Unidos, Garcon Point tiene una superficie total de 5.02 km², de la cual 4.89 km² corresponden a tierra firme y (2.48%) 0.12 km² es agua.

## Demografía
Según el censo de 2010, había 347 personas residiendo en Garcon Point. La densidad de población era de 69,17 hab./km². De los 347 habitantes, Garcon Point estaba compuesto por el 91.64% blancos, el 2.88% eran afroamericanos, el 0.58% eran amerindios, el 2.02% eran asiáticos, el 0% eran isleños del Pacífico, el 1.44% eran de otras razas y el 1.44% pertenecían a dos o más razas. Del total de la población el 3.75% eran hispanos o latinos de cualquier raza.